# Amanda og Caitlin Fein
Amanda Brooke og Caitlin Ashley Fein (født 4. september 1992) er amerikanske tvillinge-skuespillere.
Deres første optræden var i familiefilmen, Matilda (1996), hvor de deltes om rollen, som den små-magiske pige, Matilda. Siden da har de været med i meget få film, inklusiv Deep Impact, Baby Geniuses og Follow the Stars Home. De har lagt stemme til mange film, inklusiv Santa Claus 3.